# Hexatoma wiedemanni
Hexatoma wiedemanni är en tvåvingeart som beskrevs av Alexander 1933. Hexatoma wiedemanni ingår i släktet Hexatoma och familjen småharkrankar. Inga underarter finns listade i Catalogue of Life.